# 레드 드래곤
레드 드래곤(영어: Red Dragon)은 미국의 범죄 스릴러 소설가인 토머스 해리스가 1981년에 발표한 소설이다. 발매순서는 첫 번째지만, 한니발 렉터 시리즈인 양들의 침묵(1988), 한니발(1999), 한니발 라이징(2007) 내용상 두 번째에 위치한다.
연쇄 살인과 식인행각을 저지른 한니발 렉터를 체포한 FBI 특별 수사관 윌 그레이엄이 '붉은용'이라 칭하는 살인범 달러하이드를 잡기 위하여 렉터 박사에게 도움을 청하는 이야기로 시작된다.
1986년 마이클 맨 감독이 《맨헌터(Manhunter)》라는 제목으로 영화로 만들었으나, 원작을 잘 살리지 못해서 흥행에는 실패했다. 이후 2002년에 브렛 래트너 감독이 《양들의 침묵》에서 렉터 박사를 실감나게 연기한 앤서니 홉킨스 주연으로 리메이크하였다.

## 줄거리
'식인종 한니발(Hannibal the Cannibal)'이라 불리며 여러 사람을 무차별로 살해한 희대의 살인마인 한니발 렉터 박사(Dr. Hannibal Lecter)를 체포한 유능한 FBI 수사관 윌 그레이엄 (Will Graham)은 수사관이라는 직업에서 은퇴하여 가족과 평화로운 나날을 보내고 있었다. 그러던 어느날 FBI 국장인 잭 크로포드 (Jack Crawford)가 전국을 공포의 도가니로 몰아가고 있는 연쇄살인마인 통칭 '이빨요정(The Tooth Fairy)'을 체포하는데 도움을 달라며 방문하자 다시한번 현직에 복귀하게 된다. 윌은 이빨 요정을 잡는데 결정적인 단서를 제공할만한 인물은 자신이 체포하여 감옥에 보낸 렉터 박사가 유일하다는 사실을 인지하고 그에게 조언을 구하기 위하여 볼티모어에 위치한 정신이상자 수감소에 찾아가는데....

## 등장인물
- 한니발 렉터 (Hannibal Lecter)

유능한 정신과 의사로 명성을 날린 천재. 지적이며 예의범절을 중시하는 신사이며 독심술의 달인. 뛰어난 예술가이자, 사학자, 심리학자, 외과 의사, 법의학자로 그 식견이 그가 체포된 이후로도 인정받을 정도로 깊다. 하지만 그는 자신의 심기를 거스른 사람은 반드시 살해하여 인육을 요리하여 먹어버리는 기괴한 살인행각과 식성을 지녔기에 '식인종 한니발(Hannibal the Cannibal)'이라는 별명으로 악명을 떨치고 있다.
식인을 하는 연쇄살인마에 대한 상담을 위하여 자신을 찾아온 FBI 수사관 윌 그레이엄이 범인의 정체(렉터 박사 자신)를 간파하자 그를 죽이려 하였으나 결국은 윌에게 제압당하여 체포당한다. 이후 전국을 들썩이게 만드는 또다른 연쇄살인범인 통칭 '이빨요정'을 잡는데 조언을 구하기 위하여 자신을 찾아온 윌과 다시한번 대치하게 된다. 렉터 박사는 자신을 체포한 윌을 높게 평가하면서 연쇄살인마처럼 생각할 수 있는 그가 자신과 닮았기에 자신을 잡아들일 수 있었다고 입버릇처럼 말하며 자신을 추종하는 연쇄살인마인 이빨요정에게 윌 그레이엄을 살해하라는 힌트를 계속 남긴다.
- 윌 그레이엄 (Will Graham)

레드 드래곤의 주인공이자 한니발 렉터를 체포한 유능한 FBI 수사관. 살인마들의 심리상태를 분석하는 프로파일러로써 재능이 매우 뛰어나며 이점은 렉터박사도 인정할 수준. 렉터를 체포한 이후 FBI 수사관에서 은퇴한 윌은 '이빨 요정(The Tooth Fairy)'이라 불리는 연쇄살인마를 잡는데 도움을 달라는 FBI 국장 잭 크로포드의 부탁을 받아 다시 현장에 뛰어들게 되었으며 이에 대한 조언을 얻기 위해 한니발과 다시 재회한다. 윌은 렉터 박사의 심리작전에 말려들지 않으며 집요하게 이빨요정에 대한 단서를 조금씩 캐나가기 시작한다.
- 프랜시스 달러하이드(Francis Dolarhyde)

레드 드래곤에 등장하는 살인마. 통칭 '이빨요정(The Tooth Fairy)'으로 불리며, 보름달이 뜬 밤이면 일가족이 살고 있는 집에 침입해 일가족을 몰살시켰는데 여성을 강간한 후 거울에 얼굴을 부딪혀 깨뜨리게 하고 이빨로 눈을 물어 뜯은 후 살해하는 방법을 사용한다. 본인은 이빨요정이라는 별명보다는 '위대한 붉은 용(The Great Red Dragon)'이라 불리기를 희망했는데 이는 시인이자 화가로 알려진 윌리엄 블레이크(William Blake)의 작품인 위대한 붉은 용과 태양을 입은 여자(The Great Red Dragon and the Woman Clothed in Sun)의 영향을 받은 탓이다.
그가 이러한 살인을 저지르는 까닭은 그가 미주리주의 스프링필드에서 1938년 6월 14일에 태어났을 때 선천적으로 얼굴이 기형이었던 탓에 할머니에게 학대를 받았기 때문. 이후 성장하여 군대에 입대한 프랜시스는 일본에 파병되어 근무하며 환생에 대한 속설을 듣고 깊게 매료된다. 프랜시스는 수술을 통하여 얼굴을 고치는데 성공하였으나 과거의 트라우마에 시달리며 괴로운 나날을 보내게 된다. 이후 윌리엄 블레이크에 빠지게 된 프랜시스는 자기 자신이 붉은 용처럼 여성을 정복하는 존재로 변하고 싶다는 강한 집착을 갖게 되었고, 연쇄살인을 저지르는 계기를 제공하게 된다.
한편 프랜시스는 비디오 회사에서 테이프 수송장비를 운용하는 일을 하였는데, 동료들에게 Mr. D라는 별명을 불리며 두터운 신임을 얻고 있었다. 또한 이 곳에서 같이 일하는 여성이자 시각 장애인인 리바 매클레인에게 반하게 되는데 이는 그녀가 자신의 외모를 신경쓰지 않고 인간으로서의 그를 사랑해주었기 때문이다.
- 잭 크로포드 (Jack Crawford)

FBI 국장. 실력이 뛰어난 FBI 요원들을 적재적소에 배치하는 뛰어난 통솔력과 인망을 지녔으며 크로포드 자신도 뛰어난 수사관으로서 명성이 자자하다. 렉터 박사가 높게 평가하는 몇안되는 인물중 한명. 렉터 박사 체포이후 은퇴한 윌을 복귀시키는데 결정적인 역할을 한다.
- 프레더릭 칠턴 (Frederick Chilton)

한니발 렉터가 수감된 볼티모어 정신 이상 범죄자 수감소에 소속된 정신과 의사이자 소장. 정신분석학 측면에서 매우 희귀한 케이스인 한니발 렉터를 자신의 연구대상으로 이용하여 명예와 부를 이루려는 탐욕적이고 오만한 인물. 한니발 렉터보다 자신이 우위에 있음을 증명하기 위하여 여러 가지 이유를 빌미로 삼이 그를 괴롭힌다. 이 때문에 한니발 렉터가 가장 싫어하는 인물 1순위에 낙점.
- 프레디 라운즈 (Freddy Lounds)

- 리바 매클레인 (Reba McClane)

프랜시스 달러하이드가 일하는 회사에서 일하는 여성. 시각 장애인이다. 그녀는 프랜시스를 외모만으로 판단하지 않고 진심으로 아끼고 사랑하는 모습을 보여준다.
- 랠프 맨디 (Ralph Mandy)

- 몰리 그레이엄 (Molly Graham)

윌 그레이엄의 부인
- 윌리 그레이엄 (Willy Graham)

몰리 그레이엄의 아들, 남편과 사별후 몰리가 윌과 재혼하면서 데리고 온 아들이다.